# Yves Rodier
Yves Rodier (Farnham, Estrie, Quebec, 5 de junio de 1967) es un autor de historietas canadiense en lengua francesa.
Comenzó su carrera realizando pastiches de la famosa serie de Hergé Las aventuras de Tintín. Estas primeras obras, ilegales por no contar con la autorización de la Fundación Hergé, no se publicaron oficialmente, pero gracias a su gran calidad logró entrar en contacto con colaboradores cercanos de Hergé, como Bob de Moor, Jacques Martin y Greg. Ha trabajado también en dos series propias.

## Pastiches de Tintín
Apasionado desde su infancia por Las aventuras de Tintín, Rodier ha realizado varios pastiches imitando el estilo de Hergé. Estos pastiches son ilegales, aunque se han distribuido al público de diferentes formas.
- Tintín y el Arte-Alfa

El primer pastiche de Tintín realizado por Rodier consistió en completar el último álbum de la serie, Tintín y el Arte-Alfa, que había quedado inconcluso a la muerte de Hergé. En 1986 Rodier dibujó la historieta en blanco y negro, y la presentó a la editorial Moulinsart, que posee los derechos sobre la serie de Tintín, con la intención de que le permitieran publicarla como álbum oficial del personaje. Moulinsart rehusó. En 1991, Rodier conoció a Bob de Moor, quien le apoyó en su intento de dar forma definitiva al álbum. No obstante, su petición fue de nuevo rehusada, y Bob de Moor falleció en 1992. Más adelante, Rodier volvió a dibujar ciertas partes de la historia para acercarla más al estilo de Hergé. 
Existen varias versiones coloreadas y traducidas de este pastiche.
- Un jour dans un aéroport

Hergé había comentado que le gustaría realizar una aventura de Tintín que tuviese lugar íntegramente en un aeropuerto. Este proyecto, que no llegó a realizar, fue retomado por Rodier en Un jour dans un aéroport, aunque sólo llegó a dibujar una página antes de abandonarlo. 
- Tintín en el Tíbet, página 27b

Rodier ha dibujado también una página extra de Tintín en el Tíbet, que no apareció en el álbum original de Hergé.
- Tintin, reporter pigiste au Vingtième Siècle

Rodier produjo una historieta de tres páginas a partir de una idea que ya había aparecido en el número 1.027, correspondiente al 19 de diciembre de 1957, de la revista Spirou, acerca de cómo Tintín se convirtió en reportero para el diario Le Vingtième Siècle, antes de realizar su primer viaje, narrado en Tintín en el país de los Soviets. Cuando presentó esta historieta a un concurso local, fue descalificado por no haber creado su propio personaje. 
- Le Lac de la Sorcière

Esta historia fue realizada a partir de un guion del propio Rodier. La acción se sitúa inmediatamente antes de lo narrado en Tintín en el Tíbet.

## Otras obras
Además de sus pastiches, Rodier ha realizado obras originales. De su serie Pignouf et Hamlet se publicó un solo álbum, La Bande Sauvage (2000). Existía el proyecto de realizar un segundo, que iba a titularse La Griffe du Tigre, pero Rodier abandonó la serie. 
En colaboración con el guionista Franćois Corteggiani desarrolla actualmente la serie Simon Nain, de la que han aparecido hasta el momento dos álbumes, Décime-moi un matón y Les Démons de Pertransac, publicados por Ediciones Glénat en 2005 y 2006, respectivamente. Un tercero se encuentra en preparación. 